# Els Cortals d'Encamp

Els Cortals d'Encamp, o simplement els Cortals, és un llogaret pirinenc de la parròquia d'Encamp al Principat d'Andorra. Està situat en una vall o coma enlairada a l’esquerra de la Valira d'Orient. Les aigües del riu dels Cortals davallen dels vessants de l'Alt del Griu (2.850 m), de la cresta de Pessons (pics d’Ensagents i de Cubil) i dels tossals de la Llosada i de l’Ovella. Els Cortals estan situats al mig d'una ampla coma o vall muntanyenca, amb prats de dall i pastures on també hi ha escampades diverses cases, xalets i bordes.
| Bosc del Tosquer           | Pic dels Maians           | Tossa de la Llosada    |
| Riu de les Pardines Encamp |                           | Collada d'Enradort     |
| Roc del Quer               | Ensagents Coma dels Llops | Alt del Griu Emportona |

La coma dels Cortals limita a orient amb el coll dels Cortals (2.441 m) o de Redort (Enradort en alguns plànols) i el coll de la Devesa que la comuniquen amb l’alta vall de la Valira. A la capçalera hi ha els estanys del Griu, l’emissari dels quals és el riu dels Cortals, que aflueix a la Valira a prop de la Mosquera (Encamp), juntament amb els rius d’Ensagents i dels Agols. És un lloc de pasturatges important. A 1.850 m, vora el riu, hi ha el nucli principal (originari) dels Cortals d’Encamp, a prop del qual, damunt un serrat que separa aquesta coma de la d’Ensagents, s'alça (1.804 m) l’antiga església preromànica de Sant Jaume dels Cortals

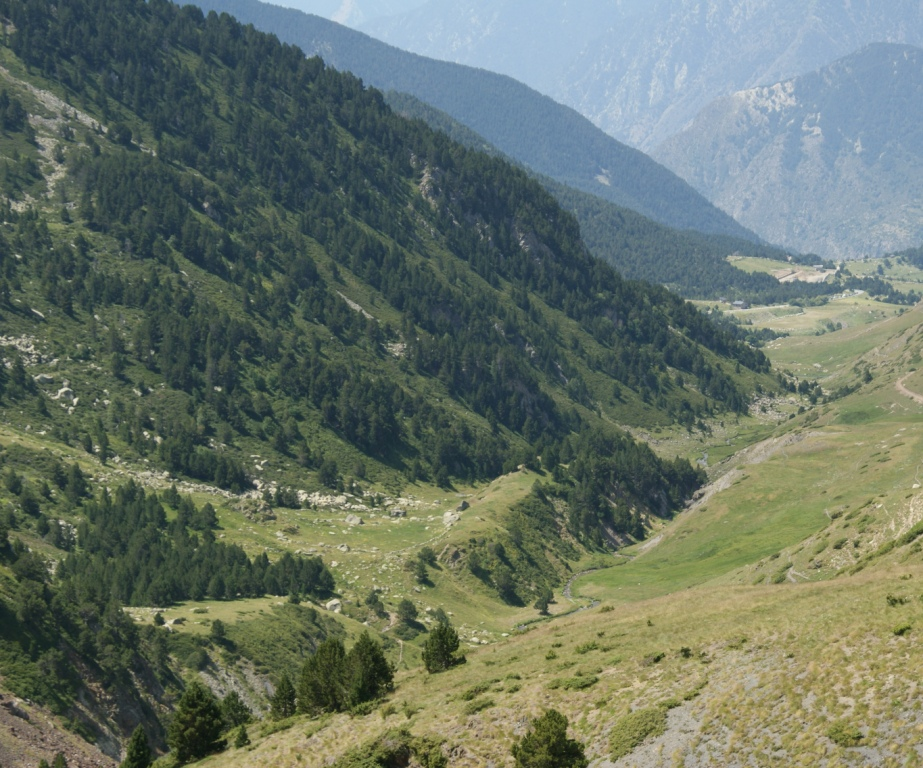
Els Cortals d'Encamp. Vista cap al nord-oest des de les Deveses

Els Cortals d'Encamp han canviat progressivament el seu paisatge en les darreres quatre dècades (1980-2020), seguint la transformació generalitzada cap al turisme. A més a més de les noves infraestructures turístiques establertes, ha augmentat el nombre de cases i d'apartaments turístics a la zona.

## Topònim
Els "cortals" són l'aglomeració típica de bordes a Andorra i altres indrets del Pirineu català. "Als Cortals (d'Encamp) hi ha, escampades pels prats, antigues bordes per a guardar-hi el fenc, patates o sègol […] on s'hi passava l'estiuada guardant el ramat o fent la collita".